# منطق ریاضی (کتاب)
منطق ریاضی کتابی از محمد اردشیر است که در سال ۱۳۸۳ منتشر و در مراسم کتاب سال جمهوری اسلامی ایران به‌عنوان کتاب برگزیده معرفی شد.